# Berliner Tageblatt
Berliner Tageblatt – niemiecka gazeta codzienna wydawana przez wydawnictwo założone przez Rudolfa Mosse. Pierwotnie była gazetą ogłoszeniową, a później pełniła także rolę informacyjną. Pierwszy raz ukazała się 1 stycznia 1872 r. Mosse jako jej wydawca stworzył podstawy pierwszego koncernu medialnego w Niemczech. Po śmierci Mossego w 1920 r. wydawnictwem kierował jego zięć Hans Lachmann-Mosse. W tym okresie jej wydanie niedzielne osiągnęło nakład 300 000 egzemplarzy. Autorami felietonów byli m.in. Alfred Polgar, Kurt Tucholsky, Erich Kästner, Otto Flake i Frank Thiess. Po dojściu do władzy nazistów gazeta utraciła swoją niezależność, a Hans Lachmann-Mosse w związku ze swoim żydowskim pochodzeniem został zmuszony do emigracji. Dziennik wydawany był pod nowym kierownictwem do 31 stycznia 1939.